# Elinor von Opel
Eleonore „Elinor“ Sigrid Else von Opel (* 21. März 1908 in Rüsselsheim; † 1. Januar 2001 in St. Gallen) war eine deutsch-schweizerische Stiftungsgründerin aus der Familie Opel. Sie war die Enkelin des Opel-Firmengründers Adam Opel sowie die Mutter von Gunter Sachs und Ernst Wilhelm Sachs. In erster Ehe war sie mit dem Industriellen Willy Sachs, in zweiter Ehe mit dem Kaufmann Carlo Kirchner verheiratet.

## Leben

### Erste Jahre
Elinor von Opel kam als Tochter des 1917 geadelten Industriellen und Geheimen Kommerzienrates Dr. Wilhelm von Opel (* 1871; † 1948) und seiner Frau Marta Bade (* 1874; † 1961) in Rüsselsheim zur Welt. Dort verbrachte sie einen großen Teil ihrer Kindheit. Der Raketenpionier Fritz von Opel war ihr Bruder.

### Erste Ehe

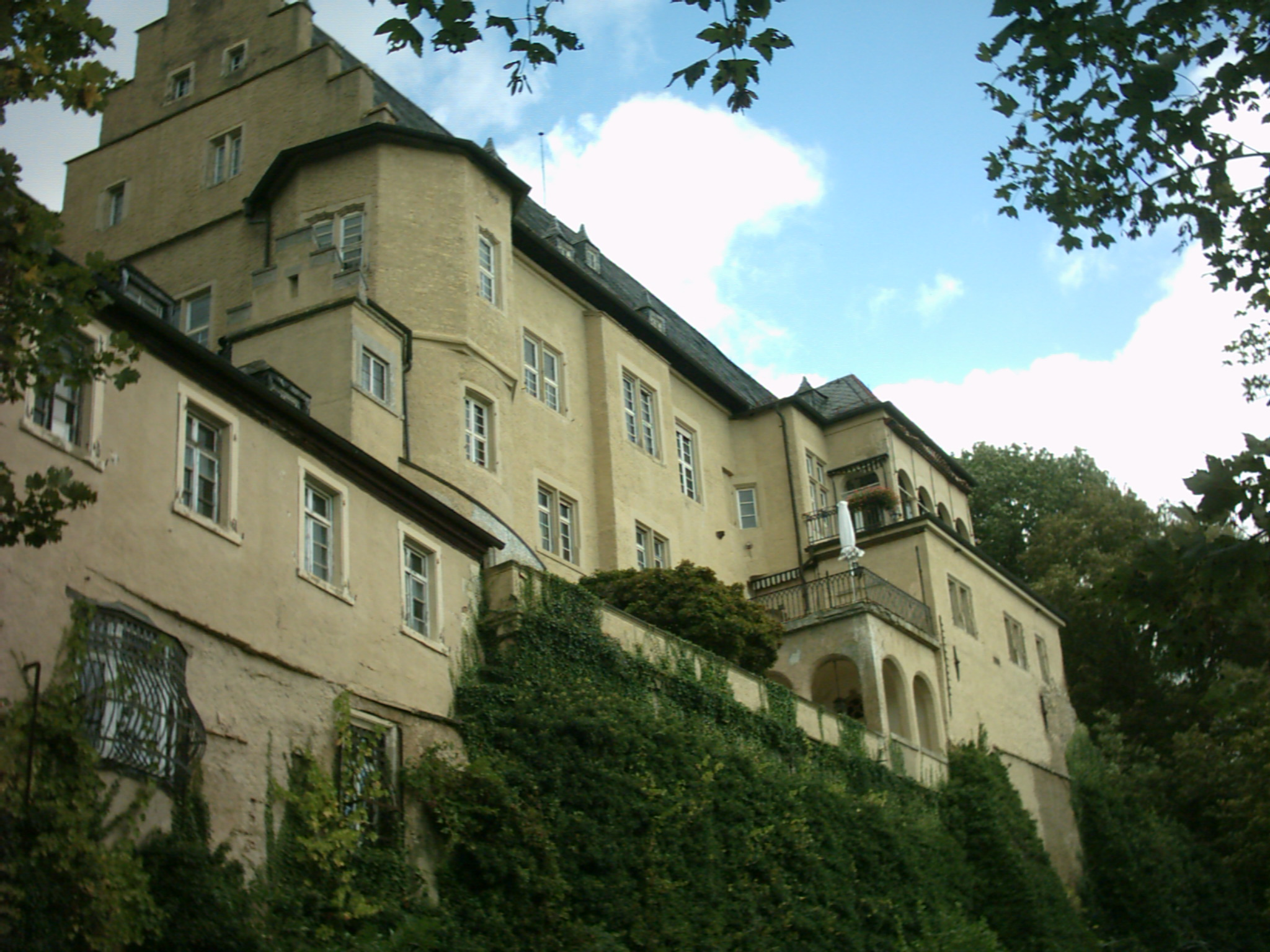
Schloss Mainberg am Main

1925 heiratete Elinor von Opel mit 17 Jahren den Schweinfurter Industriellen Willy Sachs. Sein Vater Ernst Sachs war ein Freund ihres Vaters. Mit ihm bekommt sie auf Schloss Mainberg 1929 den Sohn Ernst Wilhelm Sachs und 1932 den Sohn Gunter Sachs. Doch sie ist nicht glücklich in der Ehe und vom neuen Umgang ihres Gatten, Größen der NSDAP, wenig begeistert. Auf das Ansinnen ihres Gatten, Margarete, die Ehefrau von Heinrich Himmler, zu empfangen, ruft sie empört aus: „Diese Putzfrau kommt mir nicht ins Haus!“. Die zunehmende Zerrüttung der Ehe gipfelte in Elinors Auszug. 1935 reichte sie die Scheidung ein und nahm bald nach der Scheidung ihren Geburtsnamen wieder an.

### Flucht in die Schweiz
Wegen des Sorgerechts um die gemeinsamen Söhne erwuchs 1935 ein erbitterter Streit mit ihrem Ex-Mann. Willy Sachs wurde das Sorgerecht für die beiden Söhne zugesprochen. Elinor von Opel gab darauf ein despektierliches Interview über ihre Scheidung, in dem sie auch ihre Abneigung gegenüber den Nationalsozialisten äußerte. Direkt nachdem das Interview erschienen war, riet ihr ein befreundeter Arzt, sie solle mit den Kindern in die Schweiz fliehen. Willy Sachs wandte sich darauf an seine Jagdfreunde Heinrich Himmler und Hermann Göring, die einen Trupp SS-Männer hinterher schickten. Elinor von Opel wurde kurz nach der Liechtensteiner Grenze verhaftet.
Die Schweizer Polizei griff jedoch ein und Elinor von Opel kam in das Witwenheim Quisisana. Sie versuchte von dort in einem Gerichtsverfahren die Einreise der Söhne in die Schweiz zu legalisieren. Die Söhne kamen mit ihrer Kinderzofe für ein paar Monate in das Waisenhaus Plankis bei Chur, dann musste Sohn Ernst Wilhelm nach Deutschland zurück. Sohn Gunter kam zu ihr. Kurze Zeit später kam auch Ernst Wilhelm zur Mutter, so dass die beiden Brüder nach drei Monaten schließlich doch in der Schweiz bleiben konnten.
Weil er den ihm gerichtlich zugesprochenen älteren Sohn Ernst Wilhelm aber unbedingt bei sich haben wollte, griff der verlassene Vater zum äußersten Mittel und schaltete seinen weiteren Jagdfreund, den Gestapochef Heydrich ein. In dessen Berliner Amt soll es zwecks Rückführung des Sachs-Nachwuchses eine regelrechte „Entführungsetage“ gegeben haben. Heydrich hatte allen Grund, Willy Sachs verpflichtet zu sein. Auf Anregung von Lina Heydrich finanzierte Willy Sachs seit dem Röhm-Putsch ihrem Mann ein Haus auf Fehmarn zur Erholung. Während die Kinderentführung dank wachsamer Schweizer Bürger scheiterte, wurde 1941 die Herausgabe des älteren Sohnes gerichtlich verfügt. Doch der überforderte Vater schickte Ernst Wilhelm Sachs nach einem Jahr wieder zur Mutter in die Schweiz.
Seit 1935 in der Schweiz beheimatet, verbrachte Elinor von Opel jeden Sommer einige Wochen in Rüsselsheim. Die Nationalsozialisten hatten jedoch ihr Vermögen in Deutschland gesperrt. Ein mit ihr befreundeter, ausgewanderter deutscher Anwalt lieh ihr während des Zweiten Weltkrieges Geld. Das ermöglichte ihr und den Söhnen während der Kriegsjahre in der Schweiz zu leben. Die Söhne ließ sie das Internat auf dem Rosenberg in St. Gallen besuchen. Gunter Sachs erklärte in einem Interview 2008, sein Vater habe während dieser Zeit wohl nie Geld geschickt, und er habe ihn auch erst mit 19 Jahren wieder gesehen.

### Enkel Rolf
Nachdem 1958 ihre erste Schwiegertochter nach einem leichten Autounfall durch einen Fehler bei einem Routineeingriff im Krankenhaus verstorben war, entlastete Elinor von Opel ihren Sohn Gunter in seiner Rolle als alleinerziehender Vater. Sie kümmerte sich „mit der ihr eigenen Energie“ um ihren Enkel Rolf Sachs. Ihr Sohn Gunter besuchte seinen Sohn meist am Wochenende. Später kam er in ein Internat nach Lausanne, wo Gunter Sachs damals wohnte. Geprägt von ihren diesbezüglichen Erfahrungen, hatte Elinor von Opel Angst vor möglichen Entführungsversuchen. Daher legte sie großen Wert darauf, dass keine Fotos ihrer Enkel in der Presse erschienen.

### Zweite Ehe
1963 heiratete sie den Schweinfurter Kaufmann Carlo Kirchner (* 1894). Er war ein Freund ihres Ex-Mannes, der sich 1958 stark depressiv das Leben nahm. 1977 kam ihr Sohn Ernst Wilhelm in einem Lawinenunglück in Val-d’Isère ums Leben. 1979 starb ihr Ehemann Carlo Kirchner in Königstein im Taunus.

### Letzte Jahre

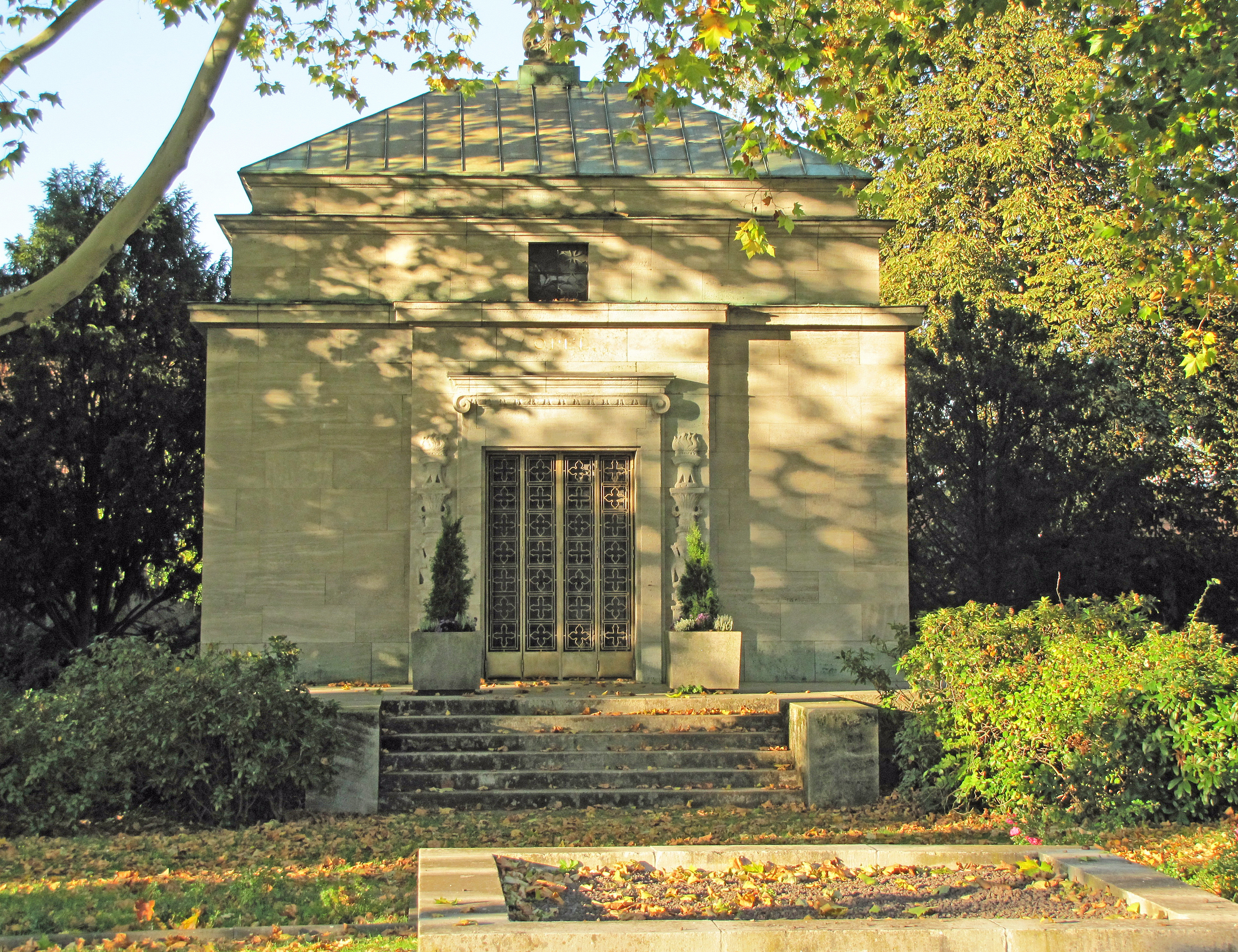
Opel-Mausoleum in Rüsselsheim

Nach Aussage von Gunter Sachs verwaltete Elinor von Opel ihr Vermögen bis zu ihrem Tod selbst. Sie habe sogar noch in Eigenregie Aktien an der Börse gekauft, „und zwar gar nicht schlecht“. Ihr eiserner Grundsatz sei dabei gewesen: ein Drittel Immobilien, ein Drittel Aktien, ein Drittel Obligationen. Die letzten Lebensjahre lebte Elinor Kirchner von Opel in einer Stadtwohnung in St. Gallen. Am Neujahrstag 2001 verstarb sie im Alter von 92 Jahren und wurde am 5. Januar im Opel-Mausoleum beim Opel-Werksgelände in Rüsselsheim beigesetzt. Damit belegte sie die letzte freie Grabkammer. Enkel Rolf hielt die Grabrede.

## Stiftungen
Zum 100. Todestag ihres berühmten Großvaters 1995 entschloss sie sich zur Gründung einer Stiftung mit dem Ziel, engagierte junge Menschen aus Rüsselsheim zu fördern. Diese Stiftung mit einem Kapital von einer Million D-Mark erhielt den Namen „Elinor-Kirchner-von-Opel-Stiftung“. Sie stellt jährlich bis zu 20.000 Euro für Einzelpersonen, Gruppen oder Projekte zur Verfügung, welche sich in Beziehung zur Stadt Rüsselsheim im Sinne der Gemeinschaft engagieren. Zur ersten Preisverleihung 1998 konnte sie jedoch wegen der Reisestrapazen schon nicht mehr kommen.
Daneben gibt es die seit 1993 bestehende „Stiftung-Elinor-Kirchner-von-Opel-und-Gunter-Sachs“ mit Sitz im schweizerischen Vaz/Obervaz. Die Stiftung möchte einen Beitrag zur Förderung einer gesunden Mischung der ansässigen Bevölkerung nach Berufs-, Sozial- und Altersschichten leisten. Zu diesem Zweck engagiert sie sich für die Beschaffung preisgünstiger Wohnungen für Menschen, die in der Gemeinde Vaz/Obervaz dauernd Wohnsitz zu nehmen oder beizubehalten wünschen und bereit sind, sich soweit möglich in die Ortsgemeinschaft zu integrieren.

## Publikationen
- Thomas Horling: Geheimrat und Konsul Sachs, in: ders. - Uwe Müller (Hg.), Fürsten & Industrielle. Schloss Mainberg in acht Jahrhunderten (Veröffentlichungen des Historischen Vereins Schweinfurt N. F. Bd. 8 - Mainfränkische Studien Bd. 80), Schweinfurt 2011, Seite 421–446, ISBN 978-3-88778-360-0
- Wilfried Rott: Sachs – Unternehmer, Playboys, Millionäre. Blessing, München 2005, ISBN 3-89667-270-3.